# Гаку Шибасаки
Гаку Шибасаки (на японски: 柴崎 岳) е японски футболист.

## Национален отбор
Записал е и 13 мача за националния отбор на Япония.
| Япония | Япония | Япония |
| Година | Мачове | Голове |
| ------ | ------ | ------ |
| 2014   | 4      | 1      |
| 2015   | 9      | 2      |
| Общо   | 13     | 3      |